# Parasemolea
Parasemolea is een kevergeslacht uit de familie van de boktorren (Cerambycidae). De wetenschappelijke naam van het geslacht werd voor het eerst geldig gepubliceerd in 1990 door Martins & Galileo.

## Soorten
Parasemolea is monotypisch en omvat slechts de volgende soort:
- Parasemolea boliviana Martins & Galileo, 1990